# 興聖教寺
興聖教寺位於中國上海市松江區，是上海古寺廟，目前已不存在。現址上建有方塔園。

## 歷史
兴圣教寺建于五代吳越國乾祐二年（949年），由當地人張子仁將自家宅地捐出所建，開山祖師為明頌法師，初名“兴国长寿寺”。原佔地面積約三十畝，寺東面建有水陸池，南面方塔四面九級，另有鐘樓，鐘樓有方塔一半高度。北宋大中祥符年间（1008年-1016年）改称“觉云院”，后改为今名。塔建于北宋熙宁、元祐年间（1068～1094年）。元代寺院被焚毁，仅剩塔和钟楼。大德年間，有僧人在此修建觀音院；明洪武初，將原址2/3改成城隍廟，寺內僧人在塔邊建懺堂而居，改名為“興聖塔院”，清咸丰十年（1860年），钟楼被焚毁，仅剩塔。